# Alexandre Pluchart
Pierre-Paul-Alexandre-Joseph Pluchart (en russe : Александр Иванович Плюшар), né en 1776 à Valenciennes et mort le 27 août 1827 à Honfleur, est un imprimeur, éditeur et libraire français qui travailla à Saint-Pétersbourg sous le règne d'Alexandre Ier. Il est le père de l'éditeur Adolphe Pluchart (1806-1865) et du peintre Eugène Pluchart (1809-1880).

## Biographie
Alexandre Pluchart arrive du Brunswick en Russie en 1805. Il avait déjà une imprimerie à Brunswick avec Fauché, et il est appelé à Saint-Pétersbourg pour ouvrir une imprimerie au ministère des Affaires étrangères qui éditait le Journal du Nord devenu ensuite le Journal de Saint-Pétersbourg. Il devient directeur de l'imprimerie du collège (ministère à l'époque) étranger le 23 décembre 1805 avec un traitement à partir du 15 juillet 1806 de trois mille roubles par an. Le 29 décembre 1809, il devient directeur de l'imprimerie du Sénat jusqu'en 1814. En 1811, il accède au XIVe rang de la table des rangs.
En outre, le 4 janvier 1810 pour l'impression réussie de L'Institution de la navigation de la Volga, le 29 août 1810 pour ses travaux à l'occasion de l'achat de vin et en 1812 (4 janvier) pour l'impression rapide du Statut lituanien, il reçoit pour chacun de ses travaux une bague en diamant.
Étant expert en typographie et bon dessinateur et lithographe, Pluchart ouvre finalement sa propre imprimerie à Saint-Pétersbourg (elle existait déjà en 1813), qui publie des livres en russe et dans diverses langues européennes, et qui devient bientôt l'une des meilleures ; en outre, il ouvre une librairie pour vendre avec plus de succès les publications qu'il imprime. 

## Activités de Sophie-Henriette Pluchart
Après la mort de Pluchart en 1827, sa veuve (née Sophie-Henriette Wagner d'origine allemande) dirige l'imprimerie et la librairie (sous le nom de Mme veuve Pluchart, en français dans le texte) avec son fils aîné Adolphe Pluchart (1806-1865). Elle édite les Nouvelles Méditations poétiques de Lamartine, la première édition d'Hamlet dans la traduction de Viskovatov, L'Almanach de la comète Bela (1833), le roman de Boulgarine Ivan Vyjiguine (1829) et l'almanach Novossélié (1833), En 1833, Alexandre Bachoutski (1801-1876) commence à imprimer chez Pluchart Les Panoramas de Pétersbourg. En 1831, l'entreprise prend le nom d'« Imprimerie de Mme veuve Pluchart et fils » (en français dans le texte). Vers 1833, son fils aîné Adolphe prend l'entreprise en mains.